# مادلين أور
مادلين أور (بالإنجليزية: Madeleine Orr)‏ هي ممثلة أسترالية، ولدت في 1914 في ملبورن في أستراليا، وتوفيت في 29 يونيو 1979 في لندن في المملكة المتحدة بسبب سرطان.

## وصلات خارجية
- مادلين أور على موقع IMDb (الإنجليزية)